# 梅雷勒萨尔
梅雷勒萨尔（法語：Mérélessart）是法国皮卡第大区索姆省的一个市镇，属于阿布维尔区阿朗库尔县。该市镇2009年时的人口为197人。

## 人口
梅雷勒萨尔人口变化图示
| 数据来源：INSEE |